# Sikhisme au Canada

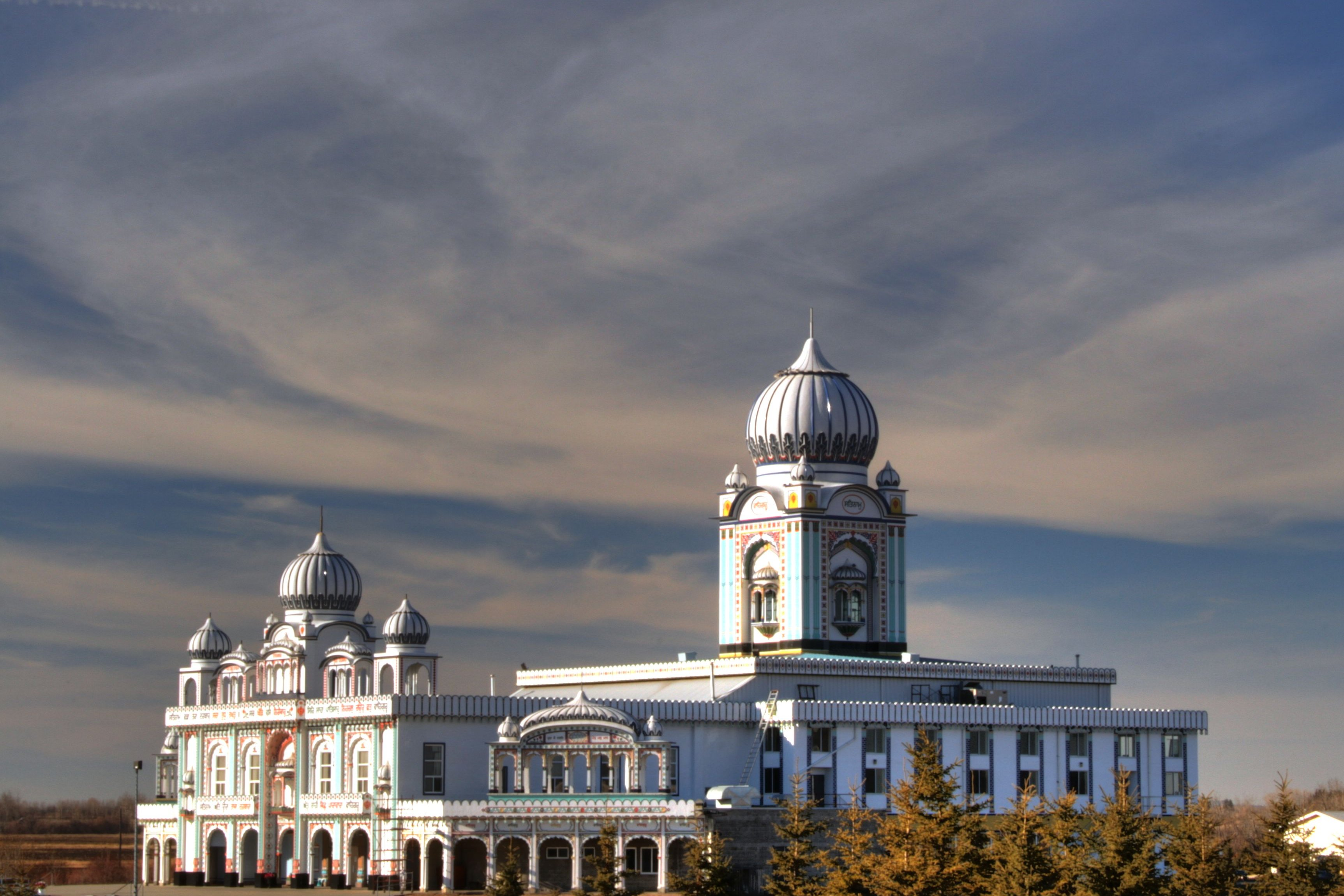
Temple sikh à Edmonton, en Alberta.

Le sikhisme au Canada est l'une des principales religions du pays après le christianisme, l'islam et le judaïsme et les sikhs forment le principal groupe de population sud-asiatique résidente dans ce pays. Les personnes pratiquant le sikhisme au Canada sont environ 468 670, soit 1,4% de la population canadienne,.
Le pays abrite en outre la communauté sikh la plus importante hors des frontières de l'État du Pendjab.

## Histoire
Arrivés au moment du jubilé d'argent de la reine Victoria, les sikhs sont donc présents au Canada depuis 1897. Les industriels de la Colombie-Britannique avaient voulu faire venir des immigrants asiatiques, mais cela n'alla pas sans résistance de la part des hommes politiques, des syndicats et des missionnaires chrétiens. 
Le statut économique des Sikhs s'est amélioré après l'affaire de l'internement des Nippo-Canadiens en 1939-1945, puisque les Japonais ont souvent vendu leurs maisons à des Sikhs. À partir des années 1960, le processus d'immigration a été simplifié alors que le Canada libéralisait sa politique migratoire, ce qui entraîna une augmentation du nombre d'immigrants. Aujourd'hui, plusieurs communautés sikhes sont installées en Ontario et en Colombie-Britannique.

## Difficultés d'intégration
À un niveau global, la communauté sikhe canadienne a bénéficié de la politique nationale de multiculturalisme, qui valorise officiellement les minorités culturelles. Elle a toutefois vécu des difficultés d'intégration dans différentes circonstances, parmi lesquelles la question du port du kirpan au Québec, ainsi que celle du port du turban pour un officier de la Police montée (section de la Gendarmerie Royale du Canada), du nom de Baltej Singh Dhillon. Dans ce cas-ci, le port du turban a finalement été accepté,, mais la question a ressurgi plus récemment à propos du turban des footballeurs. En 2013, la Fédération canadienne de football refusait en effet le turban, alors même que la FIFA déclarait que ce couvre-chef était autorisé. Finalement, la Fédération s'est inclinée, mais la question du turban continue à faire des vagues dans le pays. Ainsi à l'automne 2019, à Montréal, un sikh s'est entendu dire dans la rue qu'il devait « couper son turban ». 
Le 18 juin 2023, un militant séparatiste sikh, Hardeep Singh Nijjar, est tué à Surrey en Colombie-Britannique, devant le temple qu'il dirigeait. Trois mois plus tard, le premier ministre canadien accuse l'Inde d'être directement impliquée dans son assassinat, ce qui provoque une crise diplomatique entre les deux pays. 